# Selenato reduttasi
La selenato reduttasi è un enzima appartenente alla classe delle ossidoreduttasi, che catalizza la seguente reazione:
selenito + H2O + accettore ⇄ selenato + accettoreridotto
L'enzima periplasmico di Thauera selenatis è un complesso costituito da tre subunità eterologhe (α, β e γ), che contiene molibdeno, ferro ed un eme b come cofattori. Nitrato, nitrito, clorato e solfato non sono substrati. Un certo numero di composti, tra i quali l'acetato, il lattato, il piruvato e certi zuccheri, amminoacidi, acidi grassi, benzoato, acidi di- e tri-carbossilici possono servire come donatori di elettroni.